# سایکدلیک پاپ
سایکدلیک پاپ (انگلیسی: Psychedelic pop) سبکی برگرفته از تلفیق عناصر موسیقی سایکدلیک در موسیقی پاپ است که اواخر دهه ۱۹۶۰ اوج خود را تجربه کرد و خیلی زود در اوایل دهه ۱۹۷۰ فرونشست. 
از مشهورترین گروه‌های این سبک می‌توان به بیچ بویز، بیتلز، بردز و پینک فلوید اشاره کرد.